# De Gouden Tijger
De Gouden Tijger was een café aan de Lomstraat, in de binnenstad van de Nederlandse plaats Venlo.
Het café startte in 1833, tijdens het Belgisch bestuur, onder de naam A la Cour de Belgique. Huisschilder Dominique Poulissen was de eerste cafébaas. In 1839, toen het Belgische bewind eindigde, veranderde Poulissen de naam in 'In de Ouden Tijger'. De naam veranderde nog eens in 1889: De Gouden Tijger. 
Het pand had een bestemming als winkel in de periode 2009-2021. Nadien werd het café De Gouden Tijger heropend, met de oorspronkelijke inrichting die al die tijd elders gediend had.  
In 2011 werd het pand aangemerkt als gemeentelijk monument.